# Ricomincio da taaac
Ricomincio da taaac è un film italiano del 2024 scritto e diretto dal collettivo Il Terzo Segreto di Satira.
Il film è tratto dagli spezzoni comici pubblicati sul canale YouTube Il Milanese Imbruttito, dopo il successo del film Mollo tutto e apro un chiringuito del 2021.

## Trama
L'Imbruttito è un impiegato di una grossa azienda sposato e con un figlio. La società in cui lavora però viene acquisita da Blacksun, una multinazionale a guida statunitense. Nella speranza di ottenere il posto di nuovo CEO, che sarà assegnato dal milionario Brusini e dal figlio - il Nano - più "imbruttito" di lui, Imbruttito prova a cambiare volto e incarnare gli ideali di inclusività e attenzione all'ambiente, sbandierati dalla nuova gestione. Ma non ci crede fino in fondo e deride con battute razziste un rider in ritardo, Martin, finendo per perdere il posto. Dopo una discussione con la moglie e il figlio Imbruttito lascia anche la casa, e così si trova a dover ripartire da zero, trovando ospitalità prima dal Giargiana, poi proprio nella casa di periferia di Martin, che nel frattempo ha soccorso dopo un incidente. I due stringono un patto: Imbruttito farà il lavoro di Martin e dei suoi coinquilini per un mese, in cambio dell'aiuto a riavere il posto in azienda.

## Distribuzione
Il film è stato distribuito nelle sale cinematografiche italiane a partire dal 26 settembre 2024.

## Produzione
Le riprese sono state effettuate principalmente a Milano con la parte finale girata sulla spiaggia di Santa Margherita Ligure.

## Accoglienza

### Incassi
Il film ha incassato 480326 €, con 69291 presenze.